# Prion

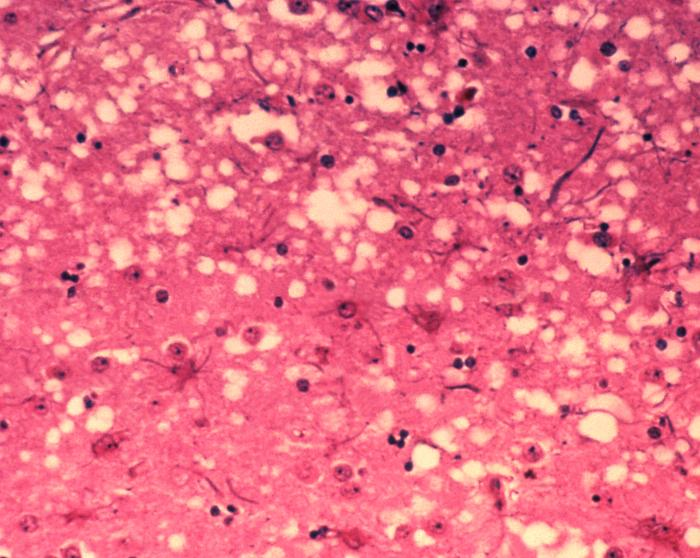
Vacuole microscopice caracteristice pe o secţiune dintr-un ţesut afectat de prioni, cu aspect spongiform

Prionii sunt agenți infecțioși nonconvenționali de natură proteică, lipsiți de orice tip de acid nucleic, care produc un grup de boli neurodegenerative transmisibile ale animalelor și omului, numite boli prionice (encefalopatii spongiforme transmisibile). Dintre acestea, cea mai cunoscută este encefalopatia spongiformă bovină (boala vacii nebune), dar există forme de encefalopatie spongiformă și la alte specii de animale: scrapia (la ovine și caprine), encefalopatia spongiformă a cervidelor etc. Din categoria bolilor prionice ale omului fac parte: boala Creutzfeldt-Jakob, insomnia fatală familială, boala Kuru, sindromul Alpers (la copil) etc.
Prionii sunt molecule normale de proteină, care devin infecțioase când iau o formă anormală. Ei nu sunt văzuți de sistemul imunitar, prin urmare nu sunt atacați, ei rezistă la temperaturi extreme și la solvenți puternici.
Prionii formează agregate anormale de proteine numite amiloizi, care se acumulează în țesutul infectat și sunt asociate cu deteriorarea țesuturilor și moartea celulelor. Amiloizii sunt, de asemenea, responsabili pentru câteva alte boli neurodegenerative, cum ar fi boala Alzheimer și boala Parkinson. Agregatele prionice sunt stabile, iar această stabilitate structurală înseamnă că prionii sunt rezistenți la denaturare de către agenți chimici și fizici: nu pot fi distruși prin dezinfecție sau gătire obișnuită. Acest lucru face dificilă eliminarea și izolarea acestor particule.